# 魔神戦争
魔神戦争（まじんせんそう）とは、水野良のファンタジー小説『ロードス島戦記』に登場し、後に『ロードス島伝説』として詳細が描かれた架空の事件。
古代魔法帝国時代の遺跡「最も深き迷宮」に封印されていた魔神王（デーモン・ロード）が蘇り、魔神王に召喚されたその眷属たちによってロードス島全域を巻き込む大騒乱となった事件。魔神王は古代王国時代の魔術師アズナディールが召喚し、その後に封印したものである。

## 発端
ロードス島モス地方の南東部にある人口一万人余りの小国スカードは、古くから隣接するモス有数の強国ヴェノン王国に従属していたが、ドワーフとの交易によって財政的に恵まれ、かつ「エールの誓い」と呼ばれるドワーフ族との盟約を後ろ盾に辛うじて独立を保持していた。
時のブルーク王は聡明な名君として知られていたが、豊かな財政に目をつけたヴェノン王国の度重なる干渉や乗っ取り策に対し、密かに完全なる独立を志向するようになる。
まず歴戦の勇士として名高い「赤髪の傭兵」ベルドを傭兵隊長に、各国の宮廷魔術師や顧問を歴任し「荒野の賢者」と呼ばれるウォートを宮廷魔術師に迎え、国内体制を強化する事に成功する。更にベルドやウォートといった一流の文武の師匠を得た王太子ナシェルが自身を凌駕する傑出した才能を開花させ始めたことが、独立への決意を強く後押しすることになった。そしてウォートの助力で解読した古代魔法王国時代の「魔神王の書」から独立のための手段を見つけてしまう。
それは、古代魔法王国時代に封印されていた魔神王を解放・支配し、その強大な魔力を使ってヴェノン王国やモス公国のみならず、ロードス全体を支配し、息子ナシェルを「統一王」の座に据えるといった物であった。

## 経緯
ブルーク王は突如ベルドとウォートを地下牢に幽閉すると、事情を知らないナシェルに後を任せて娘のリィーナ姫を連れて「最も深き迷宮」に向かう。そして娘を生贄として魔神王を復活させるが、肝心の支配には失敗する。
解放された魔神王とその眷属はスカードの長年の盟友であったドワーフの「石の王国」を急襲して滅ぼす。更に鏡の森のエルフ族を襲い「生命の木」を略奪、配下の魔神（デーモン）はロードス全域に出没し、各所で殺戮を繰り返す事態となる。「石の王国」の「鉄の王」フレーベを救出し魔神の襲来を察知したナシェルは、民を守るため王国を隣接する「竜の鱗」ヴェノン王国に譲り、自身は魔神撃退の方法を求め旅に出る。
ナシェルの推測通りに魔神襲来に直面したヴェノン王国は「竜の盟約」を発動し、各国から強力なモス連合騎士団が集結する。しかし最初の魔神との大規模な戦いとなったスカード城戦において、魔神はブルーク王を前面に押し立てて連合騎士団の前に姿を現す。この時点で魔神を率いるのが同じモス公国内の王である為、モス公国外からの侵攻にしか効力を発揮しない「竜の盟約」は無効となり連合騎士団は瓦解する。更に一方的に「竜の目」ハイランドに対し同盟を申し込み、モス諸国は四分五裂状態に陥る。
連合騎士団が分解した後、魔神軍団は侵略の手を「竜の尾」リュッセンに向け、反ハイランドを標榜するヴェノンは魔神に背を向けてハイランドの友好国「竜の爪」レントンに攻め入るなど、モス公国の混乱に拍車をかけていく。他のロードス各国は「竜の盟約」によってモスに軍を進めることを阻まれ、国内で頻発する魔神の跳梁跋扈に騎士団が翻弄され、既存の国家・支配体制に対する国民の信頼は大きく揺らいでいく。特に歴史の長いアラニア王国やカノン王国は魔神に対する無為無策を露呈し、アラニアではマーファの神官が自発的に組織した対魔神自衛団と対立する事態に発展していく。

## 百の勇者
こうした状況下で魔術師ウォートは旧知のライデン評議会に働きかけて、「魔神の首」に賞金を懸けロードス全土に「百の勇者」を呼びかける。まず「赤髪の傭兵」ベルドがライデンに出没していた魔神将を倒し、魔神殺し（デーモンスレーヤー）として名を挙げる。更にアラニアの「賢者の学院」や幸運神チャ・ザや知識神ラーダの教団も追従して「魔神の首」に賞金を懸ける。戦神マイリーの教団も「百の勇者」を積極的に支援すると宣言し、国家の対応に限界を感じていた多くの人々がこれに呼応し、ロードス全土で騎士・冒険者・傭兵、果ては農民や商人・盗賊にいたるまで、さまざまな身分の人々が自発的に武器を手に魔神との戦いを始める。
そんな中で亡国の王子で、密かに縁戚ハイランドの庇護の元で竜騎士となったナシェルは、乱れたモス公国内で独り魔族との戦いを続けて、次第に魔神との戦いの象徴として「天空の騎士」と称えられるようになる。
ロードス各地で魔神と戦い、既存の社会体制との摩擦が大きくなってきた「百の勇者」はモス公国に誘導され、ナシェルの元で義勇軍「勇者隊」として組織化され、ようやく成ったモス連合騎士団と共に魔神との戦いを開始する。盟主だったナシェルが実は魔神の王（ブルーク王、また魔神王自身は依り代となったナシェルの妹リィーナ姫の姿をしている）に連なる者であることが名もなき魔法戦士によって明らかにされ、ナシェルが将軍職を解任・行方不明になるという事件が発生するものの、終に「百の勇者」は魔神の本拠地「最も深き迷宮」に突入し、最下層にて魔神王を討ち果たした。
なお、「百の勇者」とはあくまでも魔神と戦う志を持った多数の勇者の総称であり、実際に集まった勇者の数は万単位になっていた。

## その後
魔神王を倒した後もロードス島全土を跳梁跋扈する魔神と人間との戦いは続き、2年後になってようやくモス公王マイセンによって魔神戦争が終息したことが宣言された。
この後、「最も深き迷宮」に挑んだ「百の勇者」のうち、生き残った6人は「六英雄」として語り継がれていくことになる。
「百の勇者」のメンバーの詳細は、ロードス島伝説#百の勇者を参照。

## ゲームでの魔神戦争
ロードス島を舞台とするテーブルトークRPG『ロードス島戦記RPG』、『ソード・ワールドRPG』では魔神戦争期をプレイするためのサポートもされている。この時期は魔神の跳梁によりロードス各地で怪事件や異変が頻発しており、国家の力も弱体化しているため、冒険者（トラブルシューター）であるプレイヤーキャラクターが活躍しやすいといえる。
ゲームデザイナー側は魔神戦争初期からプレイを始め勇者としての経験を積み、最後に「百の勇者」の一人として最も深き迷宮に挑むところで終わらせる原作の隙間を埋めるキャンペーンプレイを推奨している。しかし自由度の高いテーブルトークRPGの性格上、参加プレイヤーの間で合意の上であれば、プレイヤーキャラクターたちがベルドたち六英雄に成り代わって魔神王を倒したり、魔神に成り代わってロードスを支配するといった正史とは異なる「架空の魔神戦争」を行うのも自由である。